# Куба на летних Олимпийских играх 2008
Куба принимала участие в Летних Олимпийских играх 2008 года в Пекине (Китай) в двадцатый раз за свою историю, и завоевала одиннадцать бронзовых, одиннадцать серебряных и две золотые медали. 
| Куба на олимпиаде 2008 года в Пекине | Куба на олимпиаде 2008 года в Пекине | Куба на олимпиаде 2008 года в Пекине | Куба на олимпиаде 2008 года в Пекине |
| ------------------------------------ | ------------------------------------ | ------------------------------------ | ------------------------------------ |

| Медали  | Спортсмены                 | Вид спорта      | Дисциплина                          |
| ------- | -------------------------- | --------------- | ----------------------------------- |
| Золото  | Михайн Лопес               | Борьба          | Греко-римская борьба                |
| Золото  | Дайрон Роблес              | Лёгкая атлетика | 110 метров с препятствиями, мужчины |
| Серебро | Йоанка Гонсалес            | Велоспорт       | женщины                             |
| Серебро | Янет Бермой                | Дзюдо           | женщины                             |
| Серебро | Анайси Эрнандес            | Дзюдо           | женщины                             |
| Серебро | Яленнис Кастильо           | Дзюдо           | женщины                             |
| Серебро | Ярелис Барриос             | Лёгкая атлетика | метание диска, женщины              |
| Серебро | Ипси Морено                | Лёгкая атлетика | метание молота, женщины             |
| Серебро | мужчины                    | Бейсбол         | мужчины                             |
| Серебро | Эмилио Корреа              | Бокс            | мужчины                             |
| Серебро | Карлос Банто               | Бокс            | мужчины                             |
| Серебро | Андри Лаффита              | Бокс            | мужчины                             |
| Серебро | Янкьель Леон Аларкон       | Бокс            | мужчины                             |
| Бронза  | Йорданис Аренсибиа         | Дзюдо           | мужчины                             |
| Бронза  | Эглис Яйма Крус            | Стрельба        | женщины                             |
| Бронза  | Оскар Брайсон              | Дзюдо           | мужчины                             |
| Бронза  | Идалис Ортис               | Дзюдо           | женщины                             |
| Бронза  | Ибрайм Камехо              | Лёгкая атлетика | прыжки в длину, мужчины             |
| Бронза  | Дайнельис Монтехо          | Тхэквондо       | женщины                             |
| Бронза  | Ямпьер Эрнандес            | Бокс            | мужчины                             |
| Бронза  | Йорденис Угас              | Бокс            | мужчины                             |
| Бронза  | Рониэль Иглесиас Сотолонго | Бокс            | мужчины                             |
| Бронза  | Осмай Акоста               | Бокс            | мужчины                             |
| Бронза  | Леонель Суарес             | Лёгкая атлетика | Десятиборье, мужчины                |